# Rafaela Silva
Rafaela Lopes Silva, född 24 april 1992 i Rio de Janeiro, är en brasiliansk judoutövare. Hon vann en guldmedalj i lättvikt vid de olympiska judotävlingarna 2016 i Rio de Janeiro.
Silva har även tagit en guldmedalj vid världsmästerskapen 2013 och en silvermedalj 2011.